# Laurance Rockefeller
Laurance Spelman Rockefeller (26 de maio de 1910 - 11 de julho de 2004) foi um empresário americano, financiador, filantropo e grande conservacionista. Ele era um membro de terceira geração de destaque da família Rockefeller, sendo o quarto filho de John Davison Rockefeller Jr. e Abigail Greene "Abby" Aldrich. Seus irmãos eram Abby, João III, Nelson, Winthrop e David.

## Início da vida e casamento
Rockefeller nasceu em Nova York. Ele se formou na Universidade de Princeton (1932) e estudou na Harvard Law School por dois anos, até que decidiu que não queria ser advogado.
Em 22 de agosto de 1934, em Woodstock, Vermont, Laurance casou-se com a amiga de infância Mary French, cuja mãe, Mary Montague Billings French, era amiga da mãe de Laurance. Quando o irmão Nelson frequentou o Dartmouth College, ele dividiu um quarto com o irmão de Mary. Mary era neta de Frederick H. Billings, presidente da Northern Pacific Railway.
Laurance e Maria tiveram três filhas e um filho. São Laura Rockefeller Chasin, Marion Rockefeller Weber, Dra. Lucy R. Waletzky e Larry Rockefeller. Ele tinha oito netos e 12 bisnetos.

## Negócios, filantropia, interesses
Em 1937, ele herdou a cadeira de seu avô na Bolsa de Valores de Nova York. Ele serviu como administrador fundador do Rockefeller Brothers Fund por quarenta e dois anos, desde a sua criação em 1940 a 1982; durante esse período, ele também atuou como presidente (1958-1968) e mais tarde como presidente (1968-1980) por 22 anos, mais do que qualquer outro líder na história do Fundo. Ele também foi o administrador fundador do Rockefeller Family Fund de 1967 a 1977.
Ele foi uma figura de liderança no campo pioneiro do capital de risco, que começou como uma parceria conjunta com todos os cinco irmãos e sua única irmã, Babs, em 1946. Em 1969, isso se tornou o bem-sucedido Venrock Associates, que forneceu importantes fundos antecipados para Intel e Apple Computer, entre muitas outras empresas de tecnologia iniciantes, incluindo muitas outras empresas envolvidas na área da saúde. Ao longo dos anos, seus interesses de investimento também variaram nas áreas aeroespacial, eletrônica, física de alta temperatura, materiais compósitos, ótica, lasers, processamento de dados, termiônica, instrumentação e energia nuclear.
A Venrock era uma empresa de investimento de parceria limitada, financiada por membros da família Rockefeller e por várias instituições com as quais a família mantinha laços filantrópicos de longa data, entre elas o Museu de Arte Moderna, a Universidade Rockefeller e o Memorial Sloan-Kettering Cancer Center.
O maior interesse de Rockefeller estava na aviação; após a guerra, tornou-se amigo do capitão Eddie Rickenbacker, que havia triunfado em muitas brigas de cães pela Europa. Rockefeller aprendera a voar e considerava persuasivos os relatos vívidos de Rickenbacker sobre um boom próximo nas viagens aéreas comerciais. Uma década após o considerável investimento de Rockefeller, a Eastern Airlines havia se tornado a companhia aérea mais lucrativa a surgir após a Segunda Guerra Mundial. Ele se tornou seu maior acionista. Ele também financiou o principal empreiteiro militar pós-Segunda Guerra Mundial, McDonnell Aircraft Corp.
Rockefeller era amigo de longa data e associado de DeWitt Wallace, que com sua esposa em 1922 co-fundou a Reader's Digest. Wallace, que era um dos principais financiadores do Colonial Williamsburg da família, nomeou Laurance como diretor externo da empresa. Ele queria garantir que preservasse sua missão patriótica de informar e educar o público, juntamente com o apoio a parques nacionais, um dos principais interesses de Rockefeller.
Por meio de sua empresa de gestão de resorts, a Rockresorts, Inc., Rockefeller abriu hotéis com foco ambiental em Caneel Bay, em Saint John, Ilhas Virgens dos Estados Unidos (1956; um resort favorito hoje para celebridades), algumas propriedades que mais tarde foram entregues às Ilhas Virgens Parque Nacional; em Porto Rico, na Virgin Gorda, nas Ilhas Virgens Britânicas e no Havaí, contribuindo para o movimento hoje conhecido como ecoturismo. O último deles, o Mauna Kea Beach Hotel, foi criado em 1965 na costa de Kohala, na ilha do Havaí. Seu gerente geral mais notável foi Adi Kohler, que mais tarde escreveu a história da construção do famoso hotel em seu livro "Mr. Mauna Kea", publicado pelo McKenna Publishing Group. Enquanto passava por Virgin Gorda, Rockefeller avistou uma idílica baía crescente de 800 metros com o que ele chamou de "praia do deserto". Em 1958, o planejamento e a aquisição de terras começaram para o que se tornaria Little Dix Bay. O resort foi inaugurado em 1964 e em 18 de janeiro de 2014 a Little Dix Bay comemorou seu 50º aniversário. Em 1993, o resort se tornou parte do Rosewood Hotels & Resorts, mas permanece fiel à visão de Rockefeller de harmonia e equilíbrio naturais, oferecendo uma fuga do comum.
Rockefeller financiou o Memorial Sloan-Kettering Cancer Center em um momento crítico de seu desenvolvimento inicial. Ele também financiou a Associação Lindisfarne de William Irwin Thompson, um centro de estudos e um retiro. Ele teve um grande envolvimento na Sociedade Zoológica de Nova York, juntamente com o apoio de outros membros da família e filantropos; ele era administrador de longa data (1935–86), presidente (1968–71) e presidente (1971–85).
Em 1983, Laurance Rockefeller doou os fundos primários para criar o The Mirror Theatre Ltd, uma companhia de teatro com sede em Nova York fundada por Sabra Jones. O Mirror Theatre Ltd é conhecido por produzir a peça da Broadway de 1983, Alice no País das Maravilhas, no Virginia Theatre e pelas muitas peças interpretadas por sua Mirror Repertory Company.

## Ciência controversa
Rockefeller também financiou uma pesquisa controversa do laboratório PEAR, lidando com fenômenos físicos baseados na consciência.

## OVNI
Mais tarde na vida, Rockefeller se interessou por OVNIs. Em 1993, junto com sua sobrinha, Anne Bartley, enteada de Winthrop Rockefeller e então presidente do Rockefeller Family Fund, ele estabeleceu a Iniciativa de Divulgação de OVNIs para a Casa Branca de Clinton. Eles pediram que todas as informações sobre OVNIs mantidas pelo governo, inclusive da CIA e da Força Aérea dos EUA, fossem desclassificadas e divulgadas ao público. O primeiro e mais importante caso de teste em que a desclassificação teve que ser aplicada, de acordo com Rockefeller, foi o incidente de OVNI de Roswell. Em setembro de 1994, a Força Aérea negou categoricamente que o incidente estivesse relacionado a OVNIs. Rockefeller informou Clinton sobre os resultados de sua iniciativa em 1995. Clinton produziu uma Ordem Executiva no final de 1994 para desclassificar numerosos documentos nos Arquivos Nacionais, mas isso não se referia especificamente a arquivos relacionados a OVNIs.
Ele também se interessou, através da mãe Abby Aldrich Rockefeller, por assuntos culturais budistas e asiáticos. Ele financiou a pesquisa do professor John E. Mack, da Harvard Medical School, autor do Passport to the Cosmos. Também foi relatado que ele apoiou o trabalho do Dr. Steven M. Greer, do Disclosure Project. No entanto, isso só foi comprovado pelo próprio Greer com nenhuma evidência além de sua palavra.